# 莱氏异额蟹
莱氏异额蟹（学名：Anomalifrons lightana）为豆蟹科异额蟹属的动物。分布于马来西亚以及中国大陆的广东、福建等地，生活环境为海水，常栖息于潮间带浅水中。